# Teltow
Teltow é um município da Alemanha, situado no distrito de Potsdam-Mittelmark, no estado de Brandemburgo. Tem 21,54 km² de área, e sua população em 2019 foi estimada em 26.902 habitantes.